# Microascaceae
Microascaceae is een familie uit de orde Halosphaeriales van de ascomyceten. Het typegeslacht is Microascus.

## Genera
Tot deze familie behoren de geslachten:
- Ascosubramania
- Anekabeeja
- Brachyconidiellopsis
- Canariomyces
- Cephalotrichum - anamorf
- Echinobotryum
- Enterocarpus
- Graphium
- Kernia
- Lophotrichus
- Microascus
- Parascedosporium
- Petriella
- Pithoascus
- Pseudallescheria
- Rhexographium
- Scedosporium
- Scopulariopsis - anamorf
- Trichurus
- Wardomyces
- Wardomycopsis